# Pereiras-Gare
Pereiras-Gare est une ancienne paroisse civile portugaise (en portugais : freguesia) de la municipalité d'Odemira dans le district de Beja.
Pereiras-Gare devient une paroisse indépendante de Santa Clara-a-Velha en 1985. La loi no 11-A/2013 du 28 janvier 2013, portant réorganisation administrative du territoire des freguesias, réintègre Pereiras-Gare au territoire de Santa Clara-a-Velha.
Pereiras-Gare est située sur la ligne ferroviaire appelée Linha do Sul entre Lisbonne et l'Algarve.